# Großsteingrab Groß Süstedt
Das Großsteingrab Groß Süstedt war eine megalithische Grabanlage der jungsteinzeitlichen Trichterbecherkultur bei Groß Süstedt, einem Ortsteil von Gerdau im Landkreis Uelzen (Niedersachsen). Es wurde im 19. Jahrhundert zerstört. Das Grab befand sich nördlich des Ortes auf halbem Weg nach Stadorf auf der östlichen Seite der heutigen Landesstraße 233. Es war von einer Gruppe von Grabhügeln umgeben. Das Großsteingrab wurde in den 1840er Jahren durch Georg Otto Carl von Estorff dokumentiert, war aber bereits damals zerstört und konnte deshalb nicht näher beschrieben werden. Über Ausrichtung, Maße und Grabtyp liegen keine Informationen vor.